# Lucia Crisanti
Lucia Crisanti (ur. 16 marca 1986 roku w Foligno) – włoska siatkarka, grająca na pozycji środkowej, reprezentantka kraju. Od sezonu 2017/2018 występuje w drużynie Sassuolo Volley.

## Sukcesy klubowe
Puchar CEV:
- 2005, 2007, 2010

Puchar Włoch:
- 2005, 2007

Mistrzostwo Włoch:
- 2005, 2007, 2016
- 2008

Liga Mistrzyń:
- 2006, 2008
- 2009

Superpuchar Włoch:
- 2007

## Sukcesy reprezentacyjne
Mistrzostwa Europy Juniorek:
- 2004

Volley Masters Montreux:
- 2009

Letnia Uniwersjada:
- 2009

Mistrzostwa Europy:
- 2009

Puchar Piemontu:
- 2010

Grand Prix:
- 2010

## Nagrody indywidualne
- 2009: Najlepsza serwująca Ligi Mistrzyń
- 2010: Najlepsza blokująca Pucharu CEV